# Hyperolius wermuthi
Hyperolius wermuthi es una especie de anfibios de la familia Hyperoliidae.
Habita en Costa de Marfil, Guinea y Liberia.
Su hábitat natural incluye bosques tropicales o subtropicales secos y a baja altitud, montanos secos, pantanos y marismas intermitentes de agua dulce.
Está amenazada de extinción por la pérdida de su hábitat natural.